# Parabola dei lavoratori della vigna

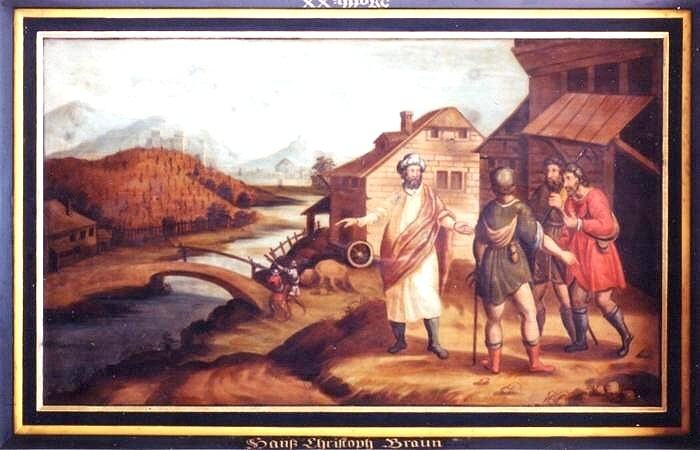
La parabola in un dipinto del XVII sec.

La parabola dei lavoratori della vigna è una parabola di Gesù che si trova solamente nel Vangelo secondo Matteo 20,1-16.
Potrebbe essere chiamata anche:
- parabola del padrone generoso perché in essa si parla di un padrone che a tutte le ore del giorno assolda operai che vadano a lavorare nella sua vigna;
- parabola degli operai dell'undicesima ora perché l'accento è posto su quelli che per ultimi sono chiamati ad andare a lavorare nella vigna.

È una parabola nella quale Gesù illustra le caratteristiche del Regno dei Cieli.

## Parabola
Quando fu sera, il padrone della vigna disse al suo fattore: Chiama gli operai e dà loro la paga, incominciando dagli ultimi fino ai primi. Venuti quelli delle cinque del pomeriggio, ricevettero ciascuno un denaro.

## Contesto
Nel testo della parabola si parla di prima ora, terza ora, sesta ora, nona ora e undicesima ora. Al tempo di Gesù la prima ora corrispondeva al levar del sole, la sesta ora corrispondeva circa a mezzogiorno e l'undicesima ora corrispondeva alle nostre cinque del pomeriggio.

## Autenticità
Secondo gli studi del Jesus Seminar, questa parabola è da considerarsi un detto autentico di Gesù, con certezza pari al 77%.